# Justo Zambrana Pineda
Justo Tomás Zambrana Pineda (Badolatosa, Sevilla, 7 de març de 1947) és un polític, sindicalista espanyol i alt funcionari de l'Administració de l'Estat.

## Biografia
Llicenciat en Ciències Econòmiques per la Universitat Complutense de Madrid i en Filosofia i Lletres per la Universitat de París. Pertany al Cos Superior d'Administradors Civils de l'Estat. Ha estat secretari general de l'Executiva de la Federació de Serveis Públics de la Unió General de Treballadors (UGT) i d'Acció Institucional de la Comissió Executiva Confederal d'UGT.
Va ser diputat del Partit Socialista Obrer Español (PSOE) al Congrés per Conca en la II, III i IV legislatures. En 1991 va ser nomenat secretari d'Estat per a l'Administració Pública, en 1995 va passar a ocupar el lloc de conseller d'Educació i Cultura en la Junta de Comunitats de Castella-la Manxa i, posteriorment, el de conseller d'Obres Públiques i el de president del Consell Econòmic i Social de Castella-la Manxa. A l'abril de 2004 va ser nomenat sotssecretari del Ministeri de Defensa i des d'abril de 2006 fins a 2011 va ser sotssecretari del Ministeri de l'Interior. Amb el nomenament d'Antonio Camacho Vizcaíno com a ministre de l'Interior al juliol de 2011, li va substituir com a secretari d'Estat de Seguretat fins a finals d'any.